# دیوید کیلین
دیوید کِیلین (انگلیسی: David Keilin؛ ‎۲۱ مارس ۱۸۸۷ – ۲۷ فوریهٔ ۱۹۶۳) دانشمند در زمینه حشره‌شناسی و انگل‌شناسی اهل بریتانیا بود.
وی همچنین برندهٔ جوایزی همچون مدال پادشاهی، همکار انجمن سلطنتی، و مدال کاپلی شده‌است.